# Ralph Ramsey (MP)
Ralph Ramsey (falecido em 1419), de Great Yarmouth e West Somerton, Norfolk e Kenton, Suffolk, foi um membro do Parlamento inglês por Great Yarmouth em 1385, 1386, fevereiro de 1388, setembro de 1388, janeiro de 1390, 1391, 1395 e setembro de 1397 e por Suffolk em 1402.